# 언페이스풀 (영화)
《언페이스풀》(영어: Unfaithful)은 2002년에 개봉한 미국의 에로 스릴러 영화이다. 1969년 클로드 샤브롤 감독의 프랑스 영화 《부정한 여인》(영어: The Unfaithful Wife)을 리메이크한 작품이다. 에이드리언 라인 감독이 연출했고, 리처드 기어, 다이앤 레인, 올리비에 마르티네즈 등이 출연하였다.
북아메리카 극장 수익 5,200만 달러를 포함해 전 세계적으로 1억 1,910만 달러의 흥행 수익을 거둬들였다.

## 줄거리
에드워드와 코니 부부는 뉴욕주 웨스트체스터군 부촌에서 8살 아들 찰리와 함께 행복한 삶을 누리고 있다. 어느 날 코니는 뉴욕시 소호에서 심한 바람에 휘청이다가 폴이라는 남자의 몸 위로 쓰러지고, 그와의 만남은 코니에게 강렬한 끌림으로 다가온다. 폴의 아파트에서 치료를 받던 코니는 폴에게 묘한 감정을 느끼고, 폴은 ‘지금 이 순간을 잡으라’는 메시지가 담긴 책을 그녀에게 건넨다. 이후 코니는 폴과 계속 연락하며 만남을 이어가고, 급기야 세 번째 만남에서 둘은 격정적인 관계를 맺는다.
코니는 폴과의 만남에 점점 더 빠져들고, 에드워드는 코니의 변화를 감지하며 의심을 품기 시작한다. 우연히 코니가 폴과 함께 있는 모습을 본 직원이 에드워드에게 이를 알리고, 에드워드는 사립 탐정을 고용하여 코니의 불륜을 확인한다. 깊은 배신감에 휩싸인 에드워드는 분노한다.
코니는 불륜을 끝내려 하지만 폴의 유혹을 뿌리치지 못하고, 둘의 관계는 격렬하게 이어지다가 다툼으로 번진다. 코니는 폴과 헤어지려 하지만 폴의 강압적인 태도에 다시 그에게 빠져든다. 에드워드는 폴의 아파트를 찾아갔다가 코니에게 선물했던 스노 글로브를 발견하고 격분하여 폴을 살해한다. 증거를 없애고 시신을 유기한 에드워드는 코니가 폴과의 관계를 끝내려 했던 음성 메시지를 듣고 지운다.
뉴욕 경찰국은 폴의 실종 사건을 수사하던 중 코니의 연락처를 발견하고 부부를 방문한다. 코니는 폴이 기혼자였다는 사실에 놀라고, 폴과의 관계를 부인한다. 하지만 곧 폴의 시신이 발견되고, 경찰은 다시 한번 부부를 찾아온다.
코니는 에드워드의 옷에서 폴과 찍힌 사진들을 발견하고, 에드워드가 모든 사실을 알고 있었다는 것을 깨닫는다. 에드워드는 코니에게 진실을 털어놓으며, 폴이 아닌 코니를 죽이고 싶었다고 고백한다. 그는 자신의 노력과 헌신이 코니의 불륜으로 인해 무너졌다며 절망한다.
시간이 흐른 후 코니는 스노 글로브 안에 숨겨진 에드워드의 사진과 메시지를 발견하면서 자신을 향한 그의 사랑을 확인하고 증거 사진을 태운다. 에드워드는 자수하겠다고 하지만 코니는 이를 만류한다. 부부는 다시 평범한 일상으로 돌아가고, 마지막 장면에서 코니는 외국으로 떠나 새로운 삶을 시작하는 환상을 꿈꾼다. 에드워드는 잠시 코니의 환상에 동의하는 듯 하지만 그의 차는 경찰서 앞에 멈춘다.

## 출연진
- 리처드 기어 - 에드워드 섬너 역
- 다이앤 레인 - 콘스턴스 “코니” 섬너 역
- 올리비에 마르티네즈 - 폴 마텔 역
- 에릭 퍼 설리번 - 찰리 섬너 역
- 채드 로 - 빌 스톤 역
- 도미닉 키어네이시 - 프랭크 윌슨 역
- 에릭 앤더슨 - 밥 게일로드 역
- 미셸 모너핸 - 린지 역
- 케이트 버턴 - 트레이시 역
- 마거릿 콜린 - 샐리 역
- 젤코 이바넥 - 딘 형사 역
- 게리 바서라바 - 미로지닉 형사 역
- 마이클 에머슨 - 조시 역
- 데이먼 겁턴 - 사업가 역
- 조지프 배덜루코 주니어 - 기차 차장 역

## 기타 제작진
- 라인 제작: 브루스 데번(크레디트 미기재)
- 배역: 케리 바든, 마크 베넷, 빌리 홉킨스, 수잰 스미스
- 미술: 브라이언 모리스
- 세트: 수전 타이슨
- 의상: 엘런 미로지닉